# Saint-Germain-de-Belvès
Saint-Germain-de-Belvès (okzitanisch Sent German de Belvés) ist ein Ort und eine aus mehreren Weilern (hameaux) und Einzelgehöften bestehende Gemeinde mit 176 Einwohnern (Stand: 1. Januar 2022) im südfranzösischen Département Dordogne in der Region Nouvelle-Aquitaine.

## Lage
Der Ort Saint-Germain-de-Belvès liegt knapp 30 km (Fahrtstrecke) südwestlich der Stadt Sarlat-la-Canéda bzw. ca. 63 km südöstlich von Périgueux in einer Höhe von ca. 225 m ü. d. M. Das Klima ist gemäßigt und wird gleichermaßen vom Atlantik wie von den Bergen des Zentralmassivs beeinflusst.

## Bevölkerungsentwicklung
| Jahr      | 1800 | 1851 | 1901 | 1954 | 1999 | 2014 |
| Einwohner | 452  | 503  | 368  | 200  | 139  | 179  |

Der kontinuierliche Bevölkerungsrückgang seit der ersten Hälfte des 20. Jahrhunderts ist im Wesentlichen auf die Reblauskrise im Weinbau und die zunehmende Mechanisierung der Landwirtschaft sowie den jeweils damit einhergehenden Verlust an Arbeitsplätzen zurückzuführen.

## Wirtschaft
Die Bewohner der Gemeinde lebten jahrhundertelang als Selbstversorger von den Erträgen ihrer Felder und Gärten; daneben wurden auch Viehzucht, ein wenig Weinbau und die Anpflanzung von Esskastanien betrieben. Im Ort selbst siedelten Handwerker, Kleinhändler und Dienstleister. Seit den 1960er Jahren werden einige der leerstehenden Häuser als Ferienwohnungen (gîtes) genutzt.

## Geschichte
Auf dem Gemeindegebiet wurden neolithische Kleinfunde gemacht.
Im Jahr 1259 wird der Ort erstmals erwähnt; eine Zählung der Feuerstellen (26) im Jahr 1365 lässt auf ca. 135 bis 150 Einwohner schließen. Gemäß einer Urkunde aus dem Jahr 1495 wurde der Ort befestigt.

## Sehenswürdigkeiten
- Der Dorfplatz und die angrenzenden Gassen mit ihren alten Häusern sind außergewöhnlich sehenswert.
- Der Ursprung der Pfarrkirche Saint-Germain reicht mindestens bis ins 13. Jahrhundert zurück. Ob sie während des Hundertjährigen Krieges (1337–1453) oder in der Zeit der Hugenottenkriege (1562–1598) Beschädigungen erlitt, ist unklar. Jedenfalls wurde die Kirche in den Jahren 1881–1884 in neoromanischem Stil erneuert.
- Am Ortsrand befinden sich ein Brunnenhäuschen und ein Waschhaus (lavoir) aus dem 19. Jahrhundert.

Umgebung
- Circa einen Kilometer Fußweg östlich des Ortes befindet sich die in Privatbesitz befindliche ehemalige Chartreuse de Conty, deren Gärten besichtigt werden können.